# Кавакамі Сороку
Віконт Кавакамі Сороку (яп. 川上 操六; 11 листопада 1848 — 11 травня 1899) — японський генерал і один з головних стратегів Імперської армії Японії під час першої японсько-цінської війни (1894—1895).

## Біографія
Кавакамі Сороку народився в князівстві Сацума в сім'ї самурая. Починаючи з битви при Тоба-Фусімі, він воював на боці імператора під час реставрації Мейдзі проти сил сьогунату Токугава. Проявив себе під час захисту замку Кумамото, під час війни Босін.
Згодом він переїхав в Токіо, щоб допомогти із заснуванням нової Імператорської армії Японії. Брав участь в придушенні Сацумського повстання. Швидко піднявся по службі в рядах армії.
У 1884 році він, разом з Оямою Івао, вирушив у поїздку європейськими країнами для вивчення військової науки. Особливо важливий був їхній візит в Пруссію. Після повернення додому він отримав звання генерал-майора і став заступником командувача імператорською армією. У 1887 Сороку повернувся до Європи для подальшого вивчення військової справи в Німеччині. У 1890 році йому було надано звання генерал-лейтенанта.
Під час першої японсько-китайської війни Кавакамі служив старшим офіцером в імператорському Генеральному штабі і заробив репутацію блискучого стратега. Після успішного завершення війни він був нагороджений орденом Вранішнього Сонця першого ступеня. Також нагороджений дворянським титулом сісяку («віконт») відповідно до системи «кадзоку».
Каваками був посмертно нагороджений орденом Золотого шуліки другого ступеня, Орденом Квітів павлонії і вищим орденом Хризантеми. Його могила розташована на кладовищі Аояма в Токіо.